# Anthocleista amplexicaulis
Anthocleista amplexicaulis är en gentianaväxtart som beskrevs av John Gilbert Baker. Anthocleista amplexicaulis ingår i släktet Anthocleista och familjen gentianaväxter. Inga underarter finns listade i Catalogue of Life.